# Schkopau
Schkopau é um município da Alemanha, situado no distrito de Saale, no estado de Saxônia-Anhalt. Tem 90,66 km² de área, e sua população em 2019 foi estimada em 10.926 habitantes.